# Аникеев, Андрей Анатольевич
Андрей Анатольевич Аникеев (род. 16 декабря 1961, Москва, РСФСР, СССР) — российский политический деятель, член партии «Единая Россия», депутат Законодательного собрания Оренбургской области (2002—2007, 2016—2021), депутат Государственной думы VIII созыва с 2021 года. Из-за поддержки российско-украинской войны находится под санкциями ряда стран.

## Биография
Андрей Аникеев родился 16 декабря 1961 года в Москве. В 1982 году окончил Московский авиационный моторостроительный техникум имени С. К. Туманского, в 1985 — Московский областной государственный институт физической культуры по специальности «преподаватель-тренер по лёгкой атлетике», в 1994 — Международную академию предпринимательства по специальности «менеджер-финансист». В 2005 году защитил кандидатскую диссертацию по экономике на тему «Адаптация системы производственного менеджмента к условиям рынка: на примере предприятий легкой промышленности Оренбургской области» в Московской академии труда и информационных технологий.
В 1996 году Аникеев стал генеральным директором акционерного общества «Орентекс», в 2005 — генеральным директором ЗАО «Торгово-промышленная компания „Орентекс“» (известен как Оренбургский текстильный комбинат). С 2008 по 2021 годы занимал пост президента торгово-промышленной группы «Армада». Его двоюродный брат Григорий Аникеев был депутатом Госдумы в 2007—2021 годах.
В 2000—2002 годах Андрей Аникеев был депутатом городского совета Оренбурга и возглавлял комиссию по бюджету, экономике и вопросам жизнеобеспечения города. В 2002 и 2016 годах он избирался в Законодательное собрание Оренбургской области. Победил на выборах по одномандатному округу № 142, Оренбургский избирательный округ, в Государственную думу VIII созыва в 2021 году, стал членом комитета по аграрным вопросам.
С 2005 года Аникеев является президентом Федерации лёгкой атлетики Оренбургской области, с 2016 года — членом президиума Всероссийской федерации легкой атлетики с 2016 года.

## Санкции
Из-за поддержки российской агрессии и нарушения территориальной целостности Украины во время российско-украинской войны Аникеев находится под персональными санкциями разных государств: всех стран Европейского союза, Великобритании, Соединенных Штатов Америки (в этом случае основание — «поддержка усилий Кремля по нарушению суверенитета и территориальной целостности Украины» и «соучастие в путинской войне»), Канады, Швейцарии, Австралии, Японии, Новой Зеландии. В соответствии с указом президента Украины Владимира Зеленского от 7 сентября 2022 находится под санкциями Украины.
22 марта 2023 года украинский суд заочно приговорил Аникеева к 15 годам лишения свободы с конфискацией имущества по статье о посягательстве на территориальную целостность и неприкосновенность Украины.